# (We've Got) Honey Love
(We've Got) Honey Love is een single van de Amerikaanse meidengroep Martha Reeves & The Vandellas. Het was de vierde en laatste single afkomstig van het album "Ridin' High". De eerste drie waren "Love Bug Leave My Heart Alone", "Honey Chile" en "I Promise To Wait My Love". Deze singles werden alle drie een jaar tot anderhalf jaar eerder uitgebracht dan "(We've Got) Honey Love". Het nummer in kwestie was in eerste instantie dan ook niet gepland om op single uitgebracht te worden. Tussen de release van "I Promise To Wait My Love" en "(We've Got) Honey Love" kwamen namelijk eerst nog twee andere singles op de markt, te weten "I Can't Dance To That Music You're Playing" en "Sweet Darlin'". Doordat de nummers van "Ridin' High" echter over het algemeen succesvoller op de hitlijsten waren dan de tussenliggende singles, werd ook "(We've Got) Honey Love" uitgebracht, in de hoop dat deze single ook een succes zou worden. Ondanks dat het nummer beter presteerde dan voorganger "Sweet Darlin'", wist ook "(We've Got) Honey Love" met een #57 notering niet de top 40 van de Amerikaanse poplijst te bereiken. Op de R&B-lijst lukte dit door een #27 plaats wel. In Canada was het nummer echter het meest succesvol. Daar werd het een #22 hit.
Net als de andere singles afkomstig van het album "Ridin' High", op "I Promise To Wait My Love" na, werd ook "(We've Got) Honey Love" geschreven door Richard Morris in samenwerking met Sylvia Moy. Tevens produceerde Morris het nummer. De tekst van "(We've Got) Honey Love" gaat erover dat de vertelster, in dit geval leadzangeres Martha Reeves, onder de indruk is van hoe zoet de relatie tussen haar en haar geliefde is. Ze vergelijkt deze liefde met onder andere snoep en frisdranken. Ze zegt dat wanneer de juiste ingrediënten bij elkaar worden gestopt, dat dan de juiste, "zoete" liefde tussen haar en haar vriend bewerkstelligd wordt. Door deze boodschap van het nummer, lijkt het liedje veel op "Honey Chile". De boodschap van het nummer in kwestie is echter een stuk positiever dan die van "Honey Chile". Bij "(We've Got) Honey Love" wil de vertelster juist graag bij haar geliefde in de buurt zijn, terwijl ze bij "Honey Chile", ondanks zijn zoete praat, van hem af probeert te komen.
"(We've Got) Honey Love" was de laatste single van Martha Reeves & The Vandellas waarop Rosalind Ashford en Lois Reeves samen als achtergrondzangeressen te horen waren. Het was echter ook een van de eerdere nummers opgenomen door de groep waarop de twee samen te horen waren. Dit kwam doordat het nummer een stuk eerder opgenomen is dan dat het werd uitgebracht. Ten tijde van opname was Lois Reeves de nieuwbakken vervangster van Betty Kelly, die onder andere door ruzies met Martha Reeves de groep had verlaten. Rosalind Ashford volgde echter in het begin van 1969 haar voorbeeld. Zij verliet de groep, na de terugkeer van Martha Reeves, die met drugsgebruik en zenuwinzinkingen te kampen had gehad. Vanaf de volgende single, "Taking My Love (And Leaving Me)", was Rosalind Ashford niet meer te horen, omdat ze was gaan werken als verpleegster. De vervangster van haar was Sandra Tilley, een voormalig lid van The Velvelettes. Dit was net als Martha Reeves & The Vandellas een groep van Motown, de platenmaatschappij waarbij de beide acts een contract hadden. Het waren overigens The Velvelettes die een andere versie van "(We've Got) Honey Love" opnamen. Op deze versie was het Tilley die lead zong.De tot en met "(We've Got) Honey Love" dienstdoende achtergrondzangeressen, Ashford en Lois Reeves, zongen overigens niet als enige achtergrond op dit nummer. Zij werden daarbij geholpen door The Andantes, een achtergrondzanggroep van Motown.
De B-kant van "(We've Got) Honey Love" was het nummer "I'm In Love (And I Know It)". Net zoals de A-kant verscheen ook dit nummer op het album "Ridin' High". Het werd daarentegen niet geschreven door Morris en Moy, maar door Henry Cosby, James Dean en Stevie Wonder, net als Martha Reeves & The Vandellas een succesvol artiest van Motown. "I'm In Love (And I Know It) was het laatste nummer op kant 1 van het album "Ridin' High".

## Bezetting
- Lead: Martha Reeves
- Achtergrond: Lois Reeves, Rosalind Ashford en The Andantes
- Instrumentatie: The Funk Brothers
- Schrijvers: Richard Morris en Sylvia Moy
- Producer: Richard Morris